# Michaeloplia obscura
Michaeloplia obscura är en skalbaggsart som beskrevs av Marc Lacroix 1997. Michaeloplia obscura ingår i släktet Michaeloplia och familjen Melolonthidae. Inga underarter finns listade i Catalogue of Life.